# مقاطعة آلات
مقاطعة آلات هي تقسيم إداري في ولاية بخارى في أوزبكستان. مركزها مدينة آلات.